# James Karen
James Karen (geb. als Jacob Karnofsky in Wilkes-Barre, 28 november 1923 – Los Angeles 24 oktober 2018) was een Amerikaans acteur. Hij speelde in films, maar ook toneel op Broadway.

## Biografie
Karen werd geboren uit Joods-Russische voorouders. In 1947 maakte hij zijn debuut op Broadway en speelde samen met Marlon Brando in A Streetcar Named Desire, regie Elia Kazan.
Hij speelde onder meer Dr. Burke in As the World Turns, Lincoln Tyler in All My Children, in The Return of the Living Dead, Poltergeist, Eight Is Enough, Blind Ambition en The Pursuit of Happyness. Gastrolletjes speelde hij in televisieseries als The Practice, Ned and Stacey, Cheers, Judging Amy, Walker, Texas Ranger, The Golden Girls, Little House on the Prairie, Webster en Cold Case. Zijn laatste rollen speelde hij in lowbudgetfilms Bender (2016) en Cynthia (2018). In 1998 werd hij beloond met de Saturn Award voor zijn gehele oeuvre.
In het oosten van de Verenigde Staten was hij ook bekend als voice-over van de reclame van Pathmark-supermarktketen.
Karen was gehuwd met zangeres Susan Reed (1926-2010), scheidde van haar in 1967 en huwde met Alba Francesca in 1986. James Karen overleed op 24 oktober 2018 op 94-jarige leeftijd.